# ComicsOne
A ComicsOne egy amerikai képregénykiadó volt, mely ázsiai képregényekkel (manga, manhva, manhua) foglalkozott, 1999-ben jött létre. Székhelye Fremontban (Kalifornia) volt. A képregények mellett a kiadványaikkal kapcsolatos videofilmek és egyéb kereskedelmi termékek forgalmazásával foglalkoztak.
2005. március 25-én az ICv2.com weboldalon megjelent, hogy a DrMaster képregénykiadó, a ComicsOne ázsiai képregény nyomdája átveszi a kiadó manga címeit, de a manhva és manhua címeket nem. A weboldal híre szerint a „ComicsOne nem fizette tartozásait és eltűnt.”

## Manga kiadványok
- Crayon Shin-chan
- Dark Edge
- Goku Midnight Eye
- Wounded Man
- Ginga Legend Weed
- High School Girls
- Infinite Ryvius
- Sarai
- Hamster Club
- Jesus
- Tsukihime, Lunar Legend
- Onegai Friends sorozat
  - Onegai Teacher
  - Onegai Twins
- Pretty Maniacs
- Iron Wok Jan
- Bride of Deimos
- 888
- Kazan
- Maico 2010
- Bass Master Ranmaru
- Red Prowling Devil
- Junji Ito
- NaNaNaNa
- Mourning of Autumn Rain
- Wild 7
- Joan
- Kabuto
- Offered

## Manhva kiadványok
- My Sassy Girl
- NOW
- Red Moon

## Manhua kiadványok
- Tigris és sárkány (Crouching Tiger, Hidden Dragon)
- Heaven Sword & Dragon Sabre
- Hero
- Legendary Couple
- Shaolin Soccer
- The Storm Riders
- Weapons of the Gods
- Saint Legend
- Story of the Tao
- Black Leopard
- Mega Dragon & Tiger